# Nanaimo
Nanaimo, conocida como «The Harbour City», es la segunda ciudad en importancia, después de Victoria, en la isla de Vancouver en Columbia Británica, Canadá. La ciudad era previamente conocida como "The Hub City", que se ha atribuido a su diseño original donde las calles irradiaban hacia fuera desde la línea de la playa como los radios de una rueda de vagón, así como su localización centralizada en la isla de Vancouver. Se encuentra situada en la costa sureste de la isla, lo que la convierte en un importante centro de transportes. Nanaimo también es la capital del Distrito Regional de Nanaimo.

## Historia
Los nativos del área que hoy se conoce como Nanaimo son los Snuneymuxw, una ortografía y pronunciación occidental de dicha palabra dio a la ciudad su nombre actual. 
Los primeros europeos en encontrar la bahía de Nanaimo fueron los de la exploración española de Juan Carrasco, bajo el comando de Francisco de Eliza en 1791. Ellos le dieron el nombre de Bocas de Winthuysen.
Nanaimo inició como un puesto comercial a inicios del siglo XIX. En 1849, el jefe de los Snuneymuxw, Ki-et-sa-kun ("Coal Tyee"), informó a la Compañía Hudson's Bay de la presencia de carbón en la zona. La exploración demostró que había mucho carbón en el área y Nanaimo fue conocida principalmente por la exportación del mismo. En 1853, la compañía construyó un bastión, el cual se ha preservado y hoy en día es un destino turístico popular en el área del centro de la ciudad.

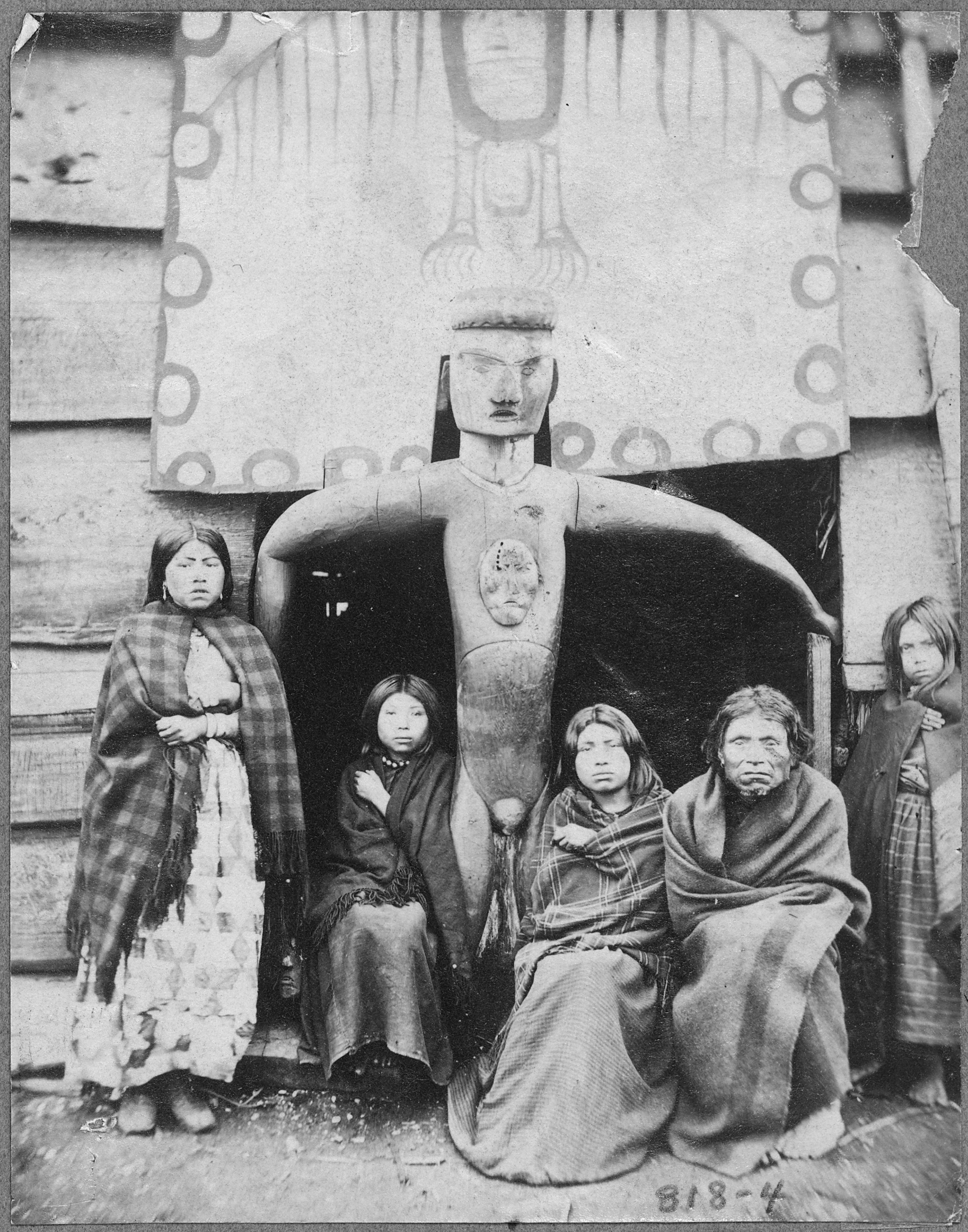
Personas indígenas de Nanaimo

El empleado de la compañía Hudson's Bay, Robert Dunsmuir, ayudó a establecer minas de carbón en el área del puerto de Nanaimo y más tarde minó en Nanaimo como uno de los primeros mineros independientes. En 1896, Dunsmuir encontró carbón varias millas al norte de Nanaimo, en Wellington y posteriormente creó la compañía Dunsmuir and Diggle Ltd con lo que podría adquirir tierras de la corona y financiar el inicio de lo que sería la mina de carbón de Wellington. Con el éxito de Dunsmuir and Diggle y la mina de Wellington, Dunsmuir expandió sus operaciones para incluir ferrocarriles de vapor. Dunsmuir vendió el carbón de Wellington a través de sus embarcaderos en la bahía de salida, mientras que el carbón de Nanaimo con quien competía era vendido por la compañía de carbón de Vancouver con base en Londres a través de los muelles de Nanaimo.
Las cualidades gaseosas del carbón, que lo hicieron valioso, también lo hicieron peligroso. La explosión de la mina de Nanaimo de 1887 mató a 150 mineros y fue descrita como la explosión más grande provocada por el hombre hasta la explosión de Halifax. Otros 100 hombres murieron en otra explosión al año siguiente. En 1940, la madera suplantó al carbón como el negocio principal en Nanaimo.

### Chinatowns
Nanaimo ha tenido una sucesión de cuatro Chinatowns distintos. El primero de ellos fue fundado durante la fiebre del oro de 1860 y fue el tercero más grande en Columbia Británica. En 1884, debido a las crecientes tensiones raciales relacionadas con la contratación de huelguistas chinos por la compañía de carbón de Dunsmuir, la compañía ayudó a mover Chinatown a un lugar fuera de los límites de la ciudad. En 1908, cuando dos empresarios chinos compraron el sitio y trataron de aumentar los alquileres, en respuesta, y con la ayuda de 4.000 accionistas de todo Canadá, la comunidad combinó fuerzas y compró el sitio para el tercer barrio chino en una nueva ubicación, centrada en Pine Street. Este tercer barrio chino, entonces en su mayoría abandonado, se quemó el 30 de septiembre de 1960. Un cuarto barrio chino, también llamado Lower Chinatown, creció durante un tiempo en la década de 1920 en la calle Machleary.

## Ubicación y Geografía

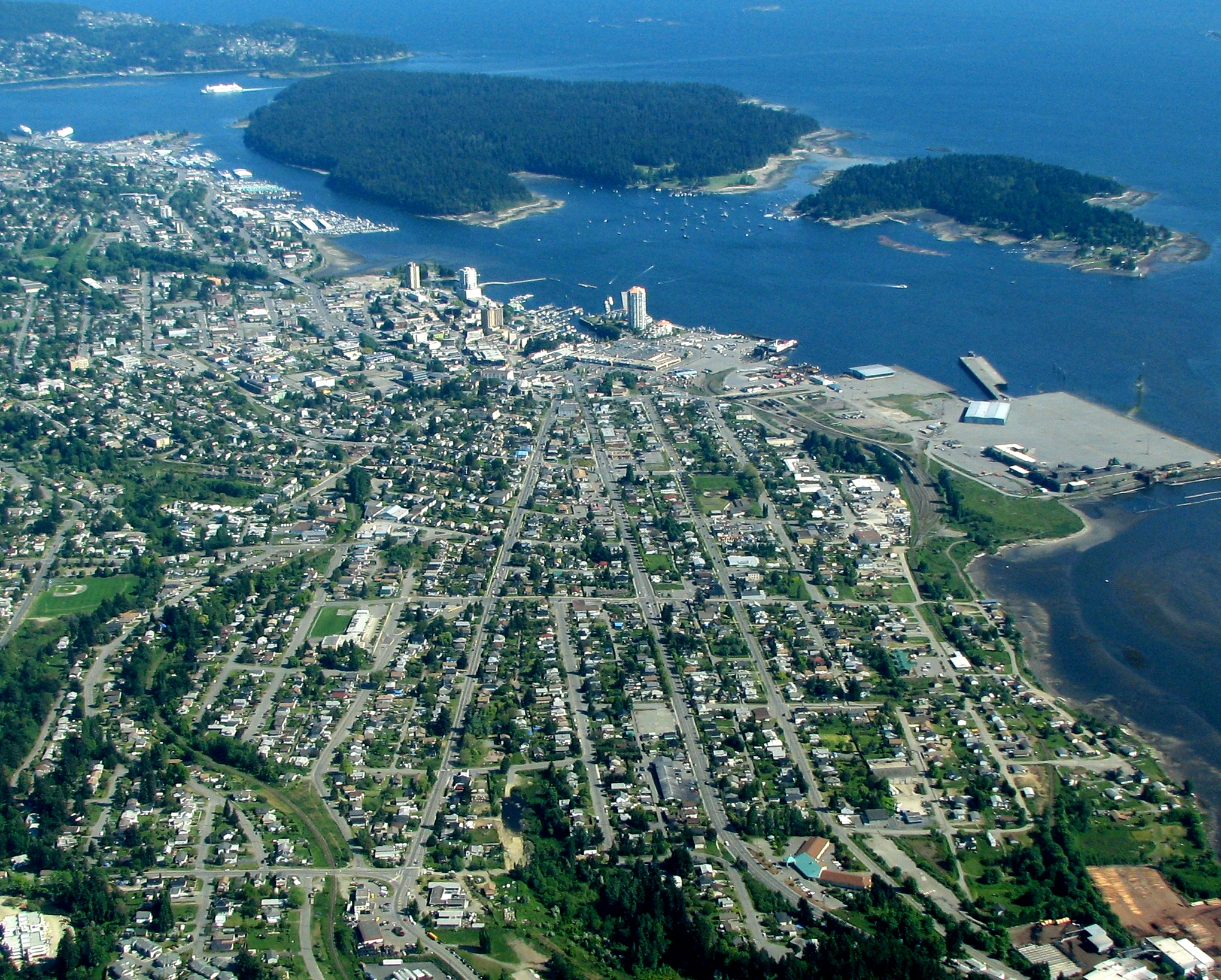
Vista aérea del centro de Nanaimo e islas adyacentes.

Localizada en la Isla de Vancouver, Nanaimo se encuentra a unos 110 km al noroeste de Victoria y a unos 55 km al oeste de Vancouver, de la cual de separa por el Estrecho de Georgia. Nanaimo conecta con Vancouver a través de la terminal Horseshoe Bay de B.C. Ferries en West Vancouver. Al tener la principal estación de ferry, Nanaimo es la puerta de entrada a muchos otros destinos tanto en el norte de la isla (Tofino, Comox Valley, Parksville, Campbell River, Port Alberni, Rathtrevor Beach Provincial Park) como de la costa (Newcastle Island, Protection Island, Gabriola Island, Valdes Island, etc).
Buttertubs Marsh es un santuario de aves ubicado en el centro de la ciudad. El pantano cubre aproximadamente 40 hectáreas, dentro de las cuales se encuentra el Área de conservación Buttertubs Marsh de 18,7 hectáreas, propiedad del Nature Trust of British Columbia.

### Clima
Al igual que gran parte de la costa de la Columbia Británica, Nanaimo experimenta un clima templado con inviernos suaves y lluviosos y veranos frescos y secos. 
En invierno se producen fuertes nevadas, con un total diario récord de 0,74 metros (29,13 pulgadas) el 12 de febrero de 1975, pero la cobertura media máxima es de sólo 0,2 metros.
La temperatura más alta registrada en Nanaimo fue de 40.6 °C, el 16 de julio de 1941. La temperatura más fría jamás registrada fue de -20,0 °C, el 30 de diciembre de 1968.
| Parámetros climáticos promedio de Aeropuerto de Nanaimo, 1981–2010 normals, extremes 1892–present | Parámetros climáticos promedio de Aeropuerto de Nanaimo, 1981–2010 normals, extremes 1892–present | Parámetros climáticos promedio de Aeropuerto de Nanaimo, 1981–2010 normals, extremes 1892–present | Parámetros climáticos promedio de Aeropuerto de Nanaimo, 1981–2010 normals, extremes 1892–present | Parámetros climáticos promedio de Aeropuerto de Nanaimo, 1981–2010 normals, extremes 1892–present | Parámetros climáticos promedio de Aeropuerto de Nanaimo, 1981–2010 normals, extremes 1892–present | Parámetros climáticos promedio de Aeropuerto de Nanaimo, 1981–2010 normals, extremes 1892–present | Parámetros climáticos promedio de Aeropuerto de Nanaimo, 1981–2010 normals, extremes 1892–present | Parámetros climáticos promedio de Aeropuerto de Nanaimo, 1981–2010 normals, extremes 1892–present | Parámetros climáticos promedio de Aeropuerto de Nanaimo, 1981–2010 normals, extremes 1892–present | Parámetros climáticos promedio de Aeropuerto de Nanaimo, 1981–2010 normals, extremes 1892–present | Parámetros climáticos promedio de Aeropuerto de Nanaimo, 1981–2010 normals, extremes 1892–present | Parámetros climáticos promedio de Aeropuerto de Nanaimo, 1981–2010 normals, extremes 1892–present | Parámetros climáticos promedio de Aeropuerto de Nanaimo, 1981–2010 normals, extremes 1892–present |
| Mes                                                                                               | Ene.                                                                                              | Feb.                                                                                              | Mar.                                                                                              | Abr.                                                                                              | May.                                                                                              | Jun.                                                                                              | Jul.                                                                                              | Ago.                                                                                              | Sep.                                                                                              | Oct.                                                                                              | Nov.                                                                                              | Dic.                                                                                              | Anual                                                                                             |
| ------------------------------------------------------------------------------------------------- | ------------------------------------------------------------------------------------------------- | ------------------------------------------------------------------------------------------------- | ------------------------------------------------------------------------------------------------- | ------------------------------------------------------------------------------------------------- | ------------------------------------------------------------------------------------------------- | ------------------------------------------------------------------------------------------------- | ------------------------------------------------------------------------------------------------- | ------------------------------------------------------------------------------------------------- | ------------------------------------------------------------------------------------------------- | ------------------------------------------------------------------------------------------------- | ------------------------------------------------------------------------------------------------- | ------------------------------------------------------------------------------------------------- | ------------------------------------------------------------------------------------------------- |
| Temp. máx. abs. (°C)                                                                              | 15.6                                                                                              | 18.3                                                                                              | 21.7                                                                                              | 27.0                                                                                              | 34.3                                                                                              | 40.5                                                                                              | 40.6                                                                                              | 36.7                                                                                              | 33.2                                                                                              | 29.3                                                                                              | 19.4                                                                                              | 18.2                                                                                              | 40.6                                                                                              |
| Temp. máx. media (°C)                                                                             | 6.9                                                                                               | 8.5                                                                                               | 11.0                                                                                              | 14.1                                                                                              | 17.7                                                                                              | 20.8                                                                                              | 23.9                                                                                              | 24.3                                                                                              | 20.9                                                                                              | 14.6                                                                                              | 9.3                                                                                               | 6.3                                                                                               | 14.8                                                                                              |
| Temp. media (°C)                                                                                  | 3.5                                                                                               | 4.3                                                                                               | 6.3                                                                                               | 9.0                                                                                               | 12.5                                                                                              | 15.6                                                                                              | 18.1                                                                                              | 18.2                                                                                              | 14.9                                                                                              | 9.9                                                                                               | 5.6                                                                                               | 3.1                                                                                               | 10.1                                                                                              |
| Temp. mín. media (°C)                                                                             | 0.1                                                                                               | 0.0                                                                                               | 1.7                                                                                               | 3.9                                                                                               | 7.2                                                                                               | 10.3                                                                                              | 12.3                                                                                              | 12.1                                                                                              | 8.9                                                                                               | 5.2                                                                                               | 1.8                                                                                               | −0.2                                                                                              | 5.3                                                                                               |
| Temp. mín. abs. (°C)                                                                              | −18.3                                                                                             | −17.2                                                                                             | −12.2                                                                                             | −5.0                                                                                              | −4.4                                                                                              | 0.6                                                                                               | 2.8                                                                                               | 3.3                                                                                               | −1.1                                                                                              | −6.7                                                                                              | −16.1                                                                                             | −20.0                                                                                             | −20.0                                                                                             |
| Precipitación total (mm)                                                                          | 187.9                                                                                             | 126.0                                                                                             | 113.0                                                                                             | 67.4                                                                                              | 54.3                                                                                              | 43.4                                                                                              | 25.4                                                                                              | 28.4                                                                                              | 35.8                                                                                              | 102.2                                                                                             | 197.2                                                                                             | 184.3                                                                                             | 1165.4                                                                                            |
| Lluvias (mm)                                                                                      | 167.8                                                                                             | 115.2                                                                                             | 106.9                                                                                             | 67.2                                                                                              | 54.2                                                                                              | 43.4                                                                                              | 25.4                                                                                              | 28.4                                                                                              | 35.8                                                                                              | 101.2                                                                                             | 186.5                                                                                             | 166.1                                                                                             | 1098.2                                                                                            |
| Nevadas (cm)                                                                                      | 21.0                                                                                              | 10.9                                                                                              | 6.2                                                                                               | 0.2                                                                                               | 0.1                                                                                               | 0.0                                                                                               | 0.0                                                                                               | 0.0                                                                                               | 0.0                                                                                               | 1.2                                                                                               | 10.7                                                                                              | 18.4                                                                                              | 68.7                                                                                              |
| Días de precipitaciones (≥ 0.2 mm)                                                                | 19.7                                                                                              | 16.0                                                                                              | 18.2                                                                                              | 15.6                                                                                              | 14.8                                                                                              | 12.4                                                                                              | 7.6                                                                                               | 6.8                                                                                               | 8.2                                                                                               | 15.5                                                                                              | 20.5                                                                                              | 20.4                                                                                              | 175.6                                                                                             |
| Días de lluvias (≥ 0.2 mm)                                                                        | 18.0                                                                                              | 14.9                                                                                              | 17.8                                                                                              | 15.6                                                                                              | 14.8                                                                                              | 12.4                                                                                              | 7.6                                                                                               | 6.8                                                                                               | 8.2                                                                                               | 15.4                                                                                              | 19.8                                                                                              | 18.8                                                                                              | 170.0                                                                                             |
| Días de nevadas (≥ 0.2 cm)                                                                        | 3.1                                                                                               | 2.3                                                                                               | 1.0                                                                                               | 0.0                                                                                               | 0.1                                                                                               | 0.0                                                                                               | 0.0                                                                                               | 0.0                                                                                               | 0.0                                                                                               | 0.1                                                                                               | 1.2                                                                                               | 3.2                                                                                               | 11.0                                                                                              |
| Horas de sol                                                                                      | 56.8                                                                                              | 88.6                                                                                              | 133.1                                                                                             | 179.0                                                                                             | 224.4                                                                                             | 226.1                                                                                             | 288.8                                                                                             | 280.0                                                                                             | 213.9                                                                                             | 131.9                                                                                             | 67.0                                                                                              | 50.8                                                                                              | 1940.2                                                                                            |
| Humedad relativa (%)                                                                              | 81.5                                                                                              | 71.1                                                                                              | 65.5                                                                                              | 59.6                                                                                              | 57.8                                                                                              | 57.0                                                                                              | 52.7                                                                                              | 52.1                                                                                              | 56.2                                                                                              | 68.5                                                                                              | 78.4                                                                                              | 83.2                                                                                              | 65.3                                                                                              |
| Fuente: Environment Canada                                                                        |                                                                                                   |                                                                                                   |                                                                                                   |                                                                                                   |                                                                                                   |                                                                                                   |                                                                                                   |                                                                                                   |                                                                                                   |                                                                                                   |                                                                                                   |                                                                                                   |                                                                                                   |

## Transporte
La ciudad dispone de tres aeropuertos: El Aeropuerto de Nanaimo, el Nanaimo Harbour Water Airport y el Nanaimo/Long Lake Water Airport. Nanaimo también posee tres terminales de BC Ferries, localizadas en Departure Bay, Duke Point y el centro. La terminal del centro sirve a Gabriola Island, mientras que las terminales de Departure Bay y Duke Point sirven a Horseshoe Bay y Tsawwassen respectivamente. 
Las autopistas 1, 19 y 19A atraviesan la ciudad. El servicio de Bus en la ciudad es brindado por Nanaimo Regional Transit.